# A84 (Groot-Brittannië)
De A84  is een 47,7 km lange hoofdverkeersweg in Schotland.
De weg verbindt Stirling via Doune en Callander met Lochearnhead.

## Hoofdbestemmingen
- Stirling
- Doune
- Callander
- Lochearnhead